# Водяхин, Владимир Иванович
Влади́мир Ива́нович Водя́хин (род. 4 ноября 1937) — советский, российский дипломат. Чрезвычайный и полномочный посланник 1 класса.

## Биография
Окончил МГИМО МИД СССР (1962) и факультет повышения квалификации при Дипломатической академии МИД СССР (1989). Владеет арабским и французским языками. 
- В 1960—1961 годах — переводчик Генерального консульства СССР в Александрии (Египет).
- В 1962 году — секретарь Консульского отдела МИД СССР.
- В 1962—1965 годах — переводчик Посольства СССР в Ираке.
- В 1965—1966 годах — атташе Посольства СССР в Ираке.
- В 1966—1968 годах — атташе, третий секретарь Отдела стран Ближнего Востока МИД СССР.
- В 1968—1975 годах — второй секретарь, первый секретарь Посольства СССР в Южном Йемене.
- В 1975 году — первый секретарь Отдела стран Ближнего Востока МИД СССР.
- В 1975—1979 годах — советник Посольства СССР в Египте.
- В 1979—1983 годах — заведующий сектором Отдела стран Ближнего Востока МИД СССР.
- В 1983—1986 годах — советник Посольства СССР в Иордании.
- В 1986—1989 годах — советник-посланник Посольства СССР в Ираке.
- С 28 сентября 1989 по 27 октября 1993 года — чрезвычайный и полномочный посол СССР, затем (с 1991) Российской Федерации в Государстве Катар[1][2].
- В 1993—1997 годах — главный советник Департамента стран СНГ МИД России.
- В 1997—2001 годах — генеральный консул России в Александрии (Египет).

## Награды
- Медаль «В память 850-летия Москвы» (1998).
- Почётная грамота Президиума Верховного совета РСФСР (1987).

## Семья
Женат, имеет двоих детей.